# 二乙基二硫代氨基甲酸钠
二乙基二硫代氨基甲酸钠是一种有机硫化合物，化学式为NaS2CN(C2H5)2。

## 制备
这种盐可通过混合二硫化碳和二乙胺，并用氢氧化钠中和得到:
CS2  +  HN(C2H5)2  +  NaOH   →  NaS2CN(C2H5)2  +  H2O
其他的二硫代氨基甲酸盐也可以以相同的方式，通过混合二级胺和二硫化碳得到。它们通常被用作过渡金属离子的螯合配体，及除草剂和硫化剂中成分的前体。

## 氧化至二硫化物
二乙基二硫代氨基甲酸钠的氧化产生二硫化物，也即二硫化秋兰姆（Et=乙基）：
2 NaS2CNEt2  +  I2   →    Et2NC(S)S-SC(S)NEt2  +  2 NaI
这个二硫化物作为抗酒精中毒的药物以Antabuse和Disulfiram的名字出售。该二硫化物的氯化可以提供氨基硫羰基氯。

## 作为配体
二乙基二硫代氨基甲酸根能与许多「软」金属离子通过两个硫原子螯合。还有其他更复杂的键合模式也是已知的，如使用两个硫原子之一作为单齿配体或桥接配体。因它能与铜离子形成平面四方形的配合物，且该灰绿色配合物可被四氯化碳萃取，故有时称为铜试剂，常用于铜离子的检验。

## 其他

### 对一氧化氮自由基进行自旋捕获
二乙基二硫代氨基甲酸根-铁配合物是能提供在生物材料中对一氧化氮（NO）自由基形成的研究的极少数方法之一。尽管NO的组织半衰期是如此之短以至自身不能被探测到，NO却易于与这一配合物结合。形成的单亚硝酰基-铁配合物（英：MNIC）是稳定的，且可用电子自旋共振（EPR）在谱中检测到。

### 癌症
二乙基二硫代氨基甲酸根的对锌离子的螯合抑制了金属蛋白酶，这接着避免了细胞外基质的退化，而这是癌远端转移和血管新生的初始步骤。也即，它具有抑制癌症恶化的作用。

### 抗氧化剂
二乙基二硫代氨基甲酸根能抑制对细胞兼有抗氧化和氧化作用的SOD，两种效果依时间变化而不同。

### 在代谢中的作用
二乙基二硫代氨基甲酸根被描述为会干扰糖皮质激素的代谢，主要是通过降低一种特定酶的活性，这种酶的主要作用是把氢化可的松（皮质醇）转化为可的松。

## 延伸阅读
- Cvek B, Dvorak Z. . Curr. Pharm. Des. 2007, 13 (30): 3155–67  [2019-02-21]. PMID 17979756. doi:10.2174/138161207782110390. （原始内容存档于2009-02-18）.